# Němče
Němče (německy Niemsching) je vesnice, část obce Větřní v okrese Český Krumlov. Nachází se asi 1 km na sever od Větřní. Je zde evidováno 89 adres.
Němče leží v katastrálním území Větřní o výměře 5,88 km².

## Historie
První písemná zmínka o vesnici pochází z roku 1293.